# 엔넨키오 왕국

엔넨키오 왕국의 국기

엔넨키오(Enenkio Atoll)는 마셜 제도로부터 독립을 요구한 부족 왕국이며, 웨이크 섬에 근거지를 두고 있다. 정식 명칭은 엔넨키오 왕국(Kingdom of Enenkio)이다.

## 같이 보기
- 마이크로네이션 목록
- 웨이크섬